# Steinfurt
Steinfurt (in basso tedesco Stemmert) è una città di 34 645 abitanti della Renania Settentrionale-Vestfalia, in Germania. Il comune è composto dalle frazioni di Burgsteinfurt e Borghorst.
Appartiene al distretto governativo (Regierungsbezirk) di Münster, ed è il capoluogo del circondario (Kreis) omonimo (targa ST).
Steinfurt si fregia del titolo di "Media città di circondario" (Mittlere kreisangehörige Stadt).
Fu il centro principale e la capitale della Contea, poi principato, di Bentheim-Steinfurt.

## Monumenti e luoghi d'interesse
Vicino alla Wine-House si possono osservare due case in stile rinascimentale. La casa "Markt 18" era di proprietà del giurista e professore di Giurisprudenza al "Hohe Schule", Johannes Goddaeus, il quale ha aperto la fondazione del negozio di vino. La casa "Markt 16" fu costruita dall'amministratore Caspar Kestering e da sua moglie Adelheid Huberts immediatamente dopo la Guerra dei trent'anni nel 1648.
Nel territorio sorgeva l'abbazia di Borghorst, ricco convento femminile imperiale demolito nel XIX secolo. Al posto della chiesa abbaziale sorge oggi la neogotica chiesa di San Nicomede, all'interno della quale è esposta la Croce della collegiata di Borghorst, prezioso reliquiario di arte ottoniana.